# Course à la direction du Bloc québécois de 2014
 (février 2017).

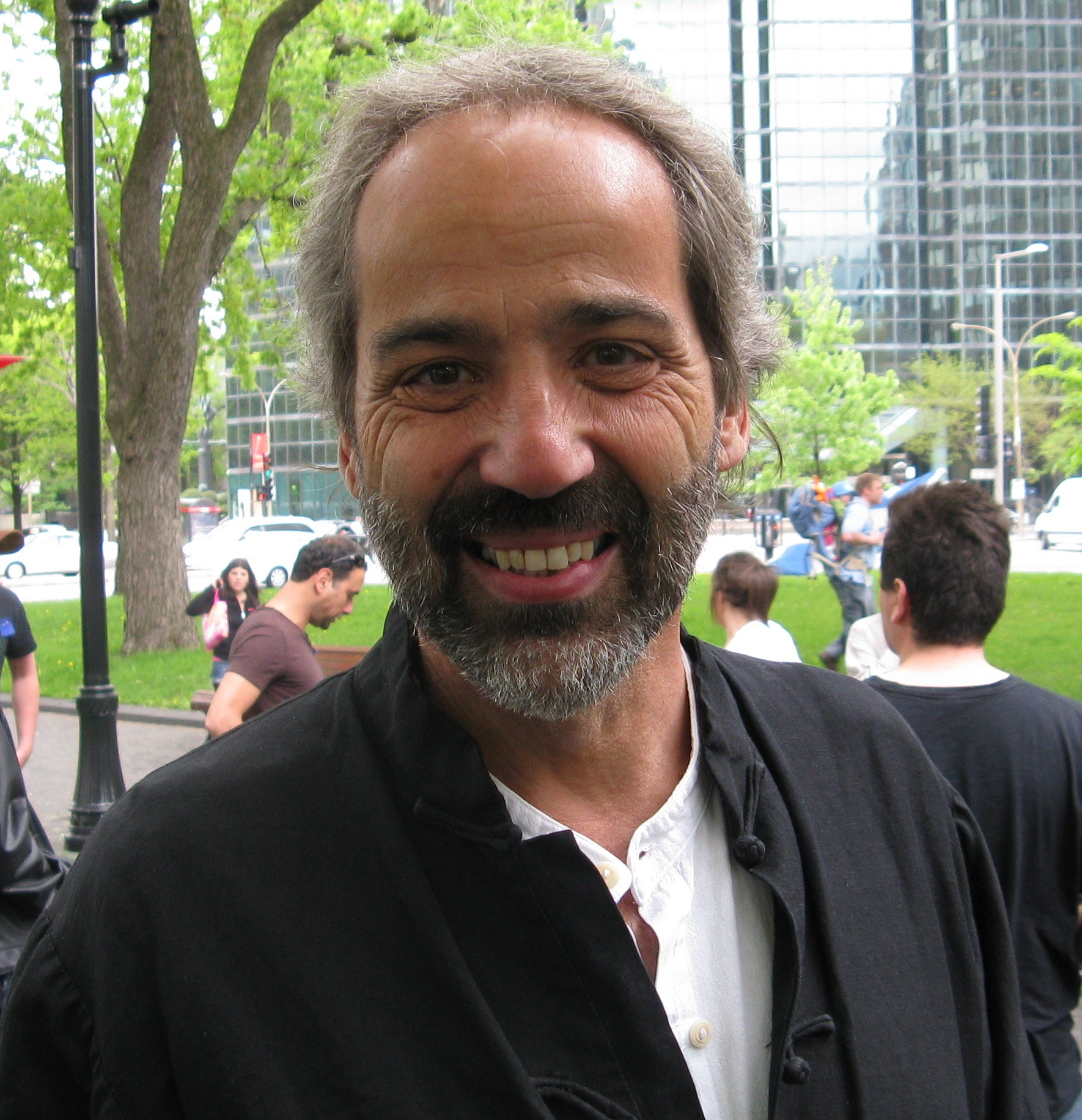
La course à la chefferie visait à remplacer Daniel Paillé,
qui a démissionné de ses fonctions le 16 décembre 2013.

La course à la direction du Bloc québécois de 2014 a lieu du 23 au 25 juin 2014 à Rimouski à la suite de la démission de Daniel Paillé, le 16 décembre 2013, en raison de problème de santé.

## Chronologie
- 2 mai 2011 : le Bloc québécois perd 43 sièges et est réduit à seulement quatre députés à la Chambre des communes lors de l'élection fédérale. Le chef du Parti Gilles Duceppe perd sa propre circonscription de Laurier—Sainte-Marie et il annonce sa démission.
- 11 décembre 2011 : Daniel Paillé est élu chef du parti lors de la course à la direction du Bloc québécois de 2011.
- 27 février 2013 : le député de Jonquière-Alma Claude Patry décide de quitter le Nouveau Parti démocratique pour joindre du caucus du Parti.
- 12 septembre 2013 : la députée d'Ahuntsic Maria Mourani est expulsée du caucus du Parti en raison des commentaires à propos du gouvernement Marois sur la charte des valeurs.
- 16 décembre 2013 : Paillé démissionne de la chefferie pour des raisons de santé. Le député de Richmond—Arthabaska André Bellavance est nommé chef par intérim.
- 11 janvier 2014 : le parti annonce que l'élection à la chefferie va être tenu du 23 au 25 mai.
- 22 février 2014 : André Bellavance annonce sa candidature.
- 26 février 2014 : André Bellavance démissionne en tant que chef du groupe parlementaire, et le député de la Haute-Gaspésie—La Mitis—Matane—Matapédia Jean-François Fortin est nommé chef parlementaire intérimaire.
- 8 avril 2014 : début officiel de la course à la direction.
- 7 mai 2014 : Dernière journée pour les candidats à soumettre 15 000 $ de frais d'inscription et déposer un formulaire de candidature signé par au moins 1000 membres du parti.
- 14 juin 2014: Mario Beaulieu est élu chef du parti avec 53,5 % des votes.
- 23 au 25 juin 2014 : le parti tient un congrès à Rimouski, où le chef assume officiellement la direction du parti.

## Candidats

### Candidats déclarés

#### André Bellavance[1]
- Député de Richmond—Arthabaska depuis 2004.
- Chef du parti intérimaire à la Chambre des communes (2013-2014)

Date du lancement de sa candidature : 22 février 2014
Site Web :
Appuis :
- Députés fédéraux (3) : Jean-François Fortin, Haute-Gaspésie—La Mitis—Matane—Matapédia; Claude Patry, Jonquière—Alma; Louis Plamondon, Bas-Richelieu—Nicolet—Bécancour
- Anciens députés fédéraux et provinciaux (1) : Daniel Turp, député fédéral de Beauharnois—Salaberry (1997-2000) et député provincial de Mercier (2003-2008)

#### Mario Beaulieu
- Patron de la Société Saint-Jean-Baptiste depuis 2009.

Date du lancement de sa candidature : 28 avril 2014
Site Web :
Appuis :
Bernard Landry, ancien premier ministre du Québec.
Denis Trudel, comédien et porte-parole du Mouvement Montréal Français.
Lucie Laurier, comédienne.

### Candidats pressentis mais s'étant abstenus
- Pierre Curzi, ancien député péquiste de Borduas (2007-2012)
- Gilles Duceppe, ancien chef du Bloc québécois (1997-2011) et ancien député de Laurier-Sainte-Marie (1990-2011).
- Jean-François Fortin, député de Haute-Gaspésie—La Mitis—Matane—Matapédia depuis 2011 et ancien maire de Sainte-Flavie (2006-2009).
- Bernard Landry, ancien premier ministre du Québec (2001-2003)
- Pierre Paquette, ancien député de Joliette (2000-2011).
- Pierre Duchesne, ancien ministre de l'Enseignement supérieur, de la Recherche, de la Science et de la Technologie dans le gouvernement de Pauline Marois et député péquiste de Borduas (2012–2014)[2],[3]
- Daniel Turp, ancien député fédéral de Beauharnois—Salaberry (1997-2000) et député provincial de Mercier (2003-2008)[4].